# U.S. Pro Tennis Championships 1998 - Qualificazioni singolare
Le qualificazioni del singolare  dell'U.S. Pro Tennis Championships 1998 sono state un torneo di tennis preliminare per accedere alla fase finale della manifestazione. I vincitori dell'ultimo turno sono entrati di diritto nel tabellone principale. In caso di ritiro di uno o più giocatori aventi diritto a questi sono subentrati i lucky loser, ossia i giocatori che hanno perso nell'ultimo turno ma che avevano una classifica più alta rispetto agli altri partecipanti che avevano comunque perso nel turno finale.
Le qualificazioni del torneo U.S. Pro Tennis Championships 1998 prevedevano 32 partecipanti di cui 4 sono entrati nel tabellone principale.

## Teste di serie
1. Adrian Voinea (Qualificato)
2. Guillermo Cañas (secondo turno)
3. Steve Campbell (ultimo turno)
4. Marc-Kevin Goellner (ultimo turno)

1. Sébastien Grosjean (Qualificato)
2. Arnaud Clément (Qualificato)
3. Marcelo Filippini (Qualificato)
4. Bobby Kokavec (ultimo turno)

## Qualificati
1. Adrian Voinea
2. Marcelo Filippini

1. Sébastien Grosjean
2. Arnaud Clément

## Tabellone

### Legenda
| - Q = Qualificato - WC = Wild card - LL = Lucky loser | - ALT = Alternate - SE = Special Exempt - PR = Protected Ranking | - w/o = Walkover - r = Ritirato - d = Squalificato |

### Sezione 1
|  | Primo turno    | Primo turno       | Primo turno       | Primo turno | Primo turno |  |  | Secondo turno | Secondo turno | Secondo turno | Secondo turno | Secondo turno |   |   | Ultimo turno | Ultimo turno  | Ultimo turno | Ultimo turno | Ultimo turno |  |
|  |                |                   |                   |             |             |  |  |               |               |               |               |               |   |   |              |               |              |              |              |  |
|  | 1              | Adrian Voinea     | Adrian Voinea     | 6           | 6           |  |  |               |               |               |               |               |   |   |              |               |              |              |              |  |
|  |                | Will Ritter       | Will Ritter       | 0           | 0           |  |  | 1             | Adrian Voinea | Adrian Voinea | 6             | 6             |   |   |              |               |              |              |              |  |
|  | Brandon Hawk   | Brandon Hawk      | Brandon Hawk      | 6           | 6           |  |  |               | Brandon Hawk  | Brandon Hawk  | 1             | 3             |   |   |              |               |              |              |              |  |
|  | Ryan Clark     | Ryan Clark        | Ryan Clark        | 3           | 3           |  |  |               |               |               |               |               |   |   | 1            | Adrian Voinea | 6            | 1            | 7            |  |
|  | Mariano Hood   | Mariano Hood      | Mariano Hood      | 6           | 6           |  |  |               |               | 8             | Bobby Kokavec | 1             | 6 | 6 |              |               |              |              |              |  |
|  | Daniel Orsanic | Daniel Orsanic    | Daniel Orsanic    | 1           | 0           |  |  |               | Mariano Hood  | 6             | 2             | 5             |   |   |              |               |              |              |              |  |
|  | 8              | Bobby Kokavec     | Bobby Kokavec     | 6           | 6           |  |  | 8             | Bobby Kokavec | 4             | 6             | 7             |   |   |              |               |              |              |              |  |
|  |                | Alexander Reichel | Alexander Reichel | 3           | 3           |  |  |               |               |               |               |               |   |   |              |               |              |              |              |  |

### Sezione 2
|  | Primo turno         | Primo turno         | Primo turno         | Primo turno | Primo turno |  |  | Secondo turno | Secondo turno       | Secondo turno       | Secondo turno     | Secondo turno     |   |   | Ultimo turno | Ultimo turno        | Ultimo turno        | Ultimo turno | Ultimo turno |  |
|  |                     |                     |                     |             |             |  |  |               |                     |                     |                   |                   |   |   |              |                     |                     |              |              |  |
|  | 2                   | Guillermo Cañas     | Guillermo Cañas     | 6           | 6           |  |  |               |                     |                     |                   |                   |   |   |              |                     |                     |              |              |  |
|  |                     | Mark Merklein       | Mark Merklein       | 3           | 4           |  |  | 2             | Guillermo Cañas     | Guillermo Cañas     | 3                 | 2                 |   |   |              |                     |                     |              |              |  |
|  | Mashiska Washington | Mashiska Washington | Mashiska Washington | 6           | 6           |  |  |               | Mashiska Washington | Mashiska Washington | 6                 | 6                 |   |   |              |                     |                     |              |              |  |
|  | Nicolás Todero      | Nicolás Todero      | Nicolás Todero      | 1           | 2           |  |  |               |                     |                     |                   |                   |   |   |              | Mashiska Washington | Mashiska Washington | 4            | 5            |  |
|  | Teo Susnjak         | Teo Susnjak         | 6                   | 3           | 7           |  |  |               |                     | 7                   | Marcelo Filippini | Marcelo Filippini | 6 | 7 |              |                     |                     |              |              |  |
|  | Mark Keil           | Mark Keil           | 4                   | 6           | 5           |  |  |               | Teo Susnjak         | Teo Susnjak         | 3                 | 5                 |   |   |              |                     |                     |              |              |  |
|  | 7                   | Marcelo Filippini   | Marcelo Filippini   | 6           | 7           |  |  | 7             | Marcelo Filippini   | Marcelo Filippini   | 6                 | 7                 |   |   |              |                     |                     |              |              |  |
|  |                     | Jonathan Beardsley  | Jonathan Beardsley  | 2           | 5           |  |  |               |                     |                     |                   |                   |   |   |              |                     |                     |              |              |  |

### Sezione 3
|  | Primo turno     | Primo turno        | Primo turno        | Primo turno | Primo turno |  |  | Secondo turno | Secondo turno      | Secondo turno      | Secondo turno      | Secondo turno      |   |   | Ultimo turno | Ultimo turno   | Ultimo turno   | Ultimo turno | Ultimo turno |  |
|  |                 |                    |                    |             |             |  |  |               |                    |                    |                    |                    |   |   |              |                |                |              |              |  |
|  | 3               | Steve Campbell     | Steve Campbell     | 6           | 6           |  |  |               |                    |                    |                    |                    |   |   |              |                |                |              |              |  |
|  |                 | Evan Austin        | Evan Austin        | 2           | 1           |  |  | 3             | Steve Campbell     | Steve Campbell     | 6                  | 6                  |   |   |              |                |                |              |              |  |
|  | Louis Vosloo    | Louis Vosloo       | Louis Vosloo       | 6           | 6           |  |  |               | Louis Vosloo       | Louis Vosloo       | 1                  | 2                  |   |   |              |                |                |              |              |  |
|  | Jeff Landau     | Jeff Landau        | Jeff Landau        | 3           | 3           |  |  |               |                    |                    |                    |                    |   |   | 3            | Steve Campbell | Steve Campbell | 4            | 0            |  |
|  | T. J. Middleton | T. J. Middleton    | T. J. Middleton    | 6           | 6           |  |  |               |                    | 5                  | Sébastien Grosjean | Sébastien Grosjean | 6 | 6 |              |                |                |              |              |  |
|  | Solon Peppas    | Solon Peppas       | Solon Peppas       | 4           | 1           |  |  |               | T. J. Middleton    | T. J. Middleton    | 3                  | 1                  |   |   |              |                |                |              |              |  |
|  | 5               | Sébastien Grosjean | Sébastien Grosjean | 6           | 6           |  |  | 5             | Sébastien Grosjean | Sébastien Grosjean | 6                  | 6                  |   |   |              |                |                |              |              |  |
|  |                 | Peter Nyborg       | Peter Nyborg       | 4           | 2           |  |  |               |                    |                    |                    |                    |   |   |              |                |                |              |              |  |

### Sezione 4
|  | Primo turno      | Primo turno         | Primo turno      | Primo turno | Primo turno |  |  | Secondo turno | Secondo turno       | Secondo turno       | Secondo turno  | Secondo turno |   |   | Ultimo turno | Ultimo turno        | Ultimo turno | Ultimo turno | Ultimo turno |  |
|  |                  |                     |                  |             |             |  |  |               |                     |                     |                |               |   |   |              |                     |              |              |              |  |
|  | 4                | Marc-Kevin Goellner | 6                | 6           | 6           |  |  |               |                     |                     |                |               |   |   |              |                     |              |              |              |  |
|  |                  | Chris Haggard       | 7                | 4           | 1           |  |  | 4             | Marc-Kevin Goellner | Marc-Kevin Goellner | 6              | 6             |   |   |              |                     |              |              |              |  |
|  | Paul Hanley      | Paul Hanley         | Paul Hanley      | 6           | 6           |  |  |               | Paul Hanley         | Paul Hanley         | 4              | 2             |   |   |              |                     |              |              |              |  |
|  | Jonathan Pastel  | Jonathan Pastel     | Jonathan Pastel  | 3           | 2           |  |  |               |                     |                     |                |               |   |   | 4            | Marc-Kevin Goellner | 3            | 6            | 3            |  |
|  | Kevin Kim        | Kevin Kim           | Kevin Kim        | 6           | 6           |  |  |               |                     | 6                   | Arnaud Clément | 6             | 1 | 6 |              |                     |              |              |              |  |
|  | Alexander Howard | Alexander Howard    | Alexander Howard | 3           | 1           |  |  |               | Kevin Kim           | Kevin Kim           | 3              | 2             |   |   |              |                     |              |              |              |  |
|  | 6                | Arnaud Clément      | Arnaud Clément   | 6           | 6           |  |  | 6             | Arnaud Clément      | Arnaud Clément      | 6              | 6             |   |   |              |                     |              |              |              |  |
|  |                  | Wynn Criswell       | Wynn Criswell    | 1           | 3           |  |  |               |                     |                     |                |               |   |   |              |                     |              |              |              |  |